# Ponte Fabio Massimo
Il Ponte Fabio Massimo è un ponte di epoca romana sito nel comune di Faicchio.

## Storia

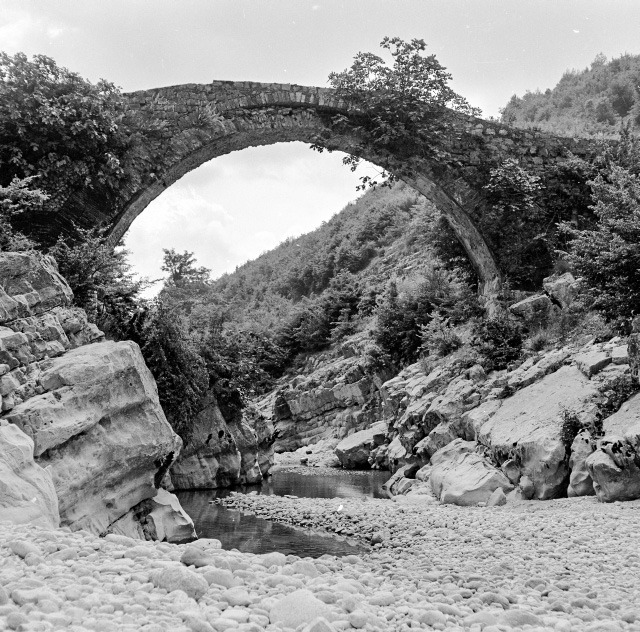
Il ponte nel 1970, prima del discusso restauro del 2008

Il ponte attuale è stato in gran parte edificato nel periodo repubblicano su un preesistente manufatto sannita che era costituito da due semplici elementi laterali in pietra e calcestruzzo sui quali alcune tavole in legno disposte orizzontalmente permettevano il passaggio di persone e animali.
La tradizione vuole che vi sia passato il dittatore romano Quinto Fabio Massimo per arrestare l'avanzata di Annibale durante la seconda guerra punica.
Il ponte ha subito diversi rimaneggiamenti specie a seguito del terremoto del 5 giugno 1688 e all'alluvione del 1860 quando venne costruita la volta a sinistra per reggere il muro alle sue spalle, pericolante.
Nel 2008 è stato oggetto di un discutibile intervento di restauro ad opera dell'architetto Vincenzo Vallone dandogli un aspetto più moderno anche per l'uso di tecniche da sempre estranee al manufatto come la scelta di intonacare la parte superiore e l'interno della volta, precedentemente a pietra viva.

## Descrizione
Il ponte è situato nella frazione di Massa, sulla deviazione che conduce a Faicchio della strada provinciale Cerreto Sannita-San Salvatore Telesino, presso una gola del fiume Titerno fra i monti Acero e Gioia.
La parte originaria è costituita dall'arcata maggiore sita sul corso del fiume e quella alla sua sinistra, entrambe aventi gli archi in laterizi poggianti sui resti della struttura sannita, riconoscibili dalla tipica opera poligonale presente anche nella vicina Arce (cinta muraria sannita) su Monte Acero. Sovrastanti ciò sono alcuni tratti murari in opera reticolata, residui della costruzione romana.
Originariamente il passaggio del ponte era costituito da due rampe laterali che salivano verso la parte centrale, sovrastante l'arcata maggiore. Il percorso di queste due rampe è stato segnato da due linee tracciate sul tufo della parte superiore. 
L'arco all'estrema sinistra è stato aggiunto a seguito di una alluvione nel 1860.